# جنوب نورثهامبتونشاير
جنوب نورثهامبتونشاير هو حي غير حضري، في المملكة المتحدة، يقع في نورث مابتونشير، بلغ عدد سكانه 89,100  نسمة وذلك حسب إحصائيات سنة 2015، عاصمته Towcester ‏.

## معرض صور

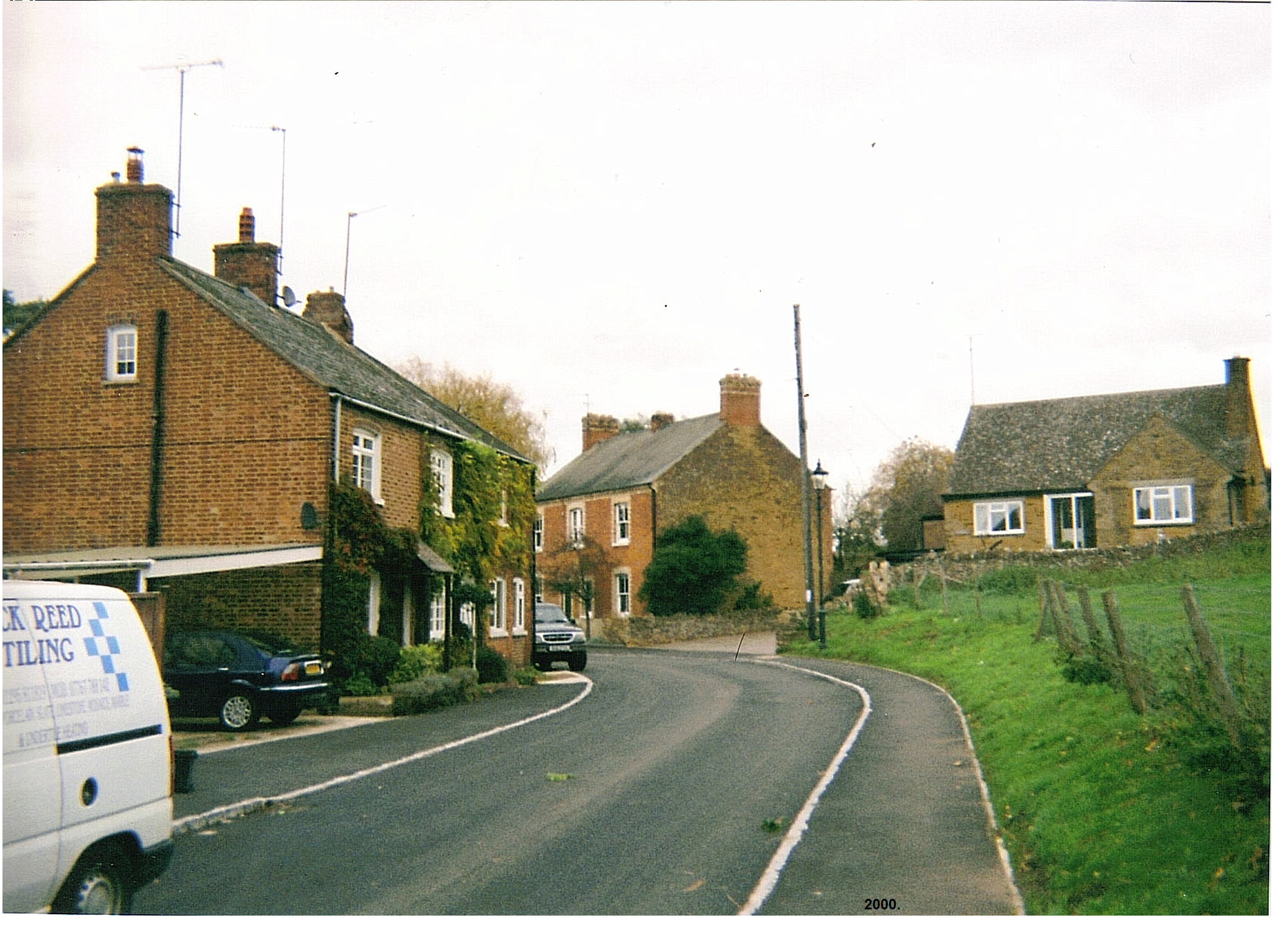
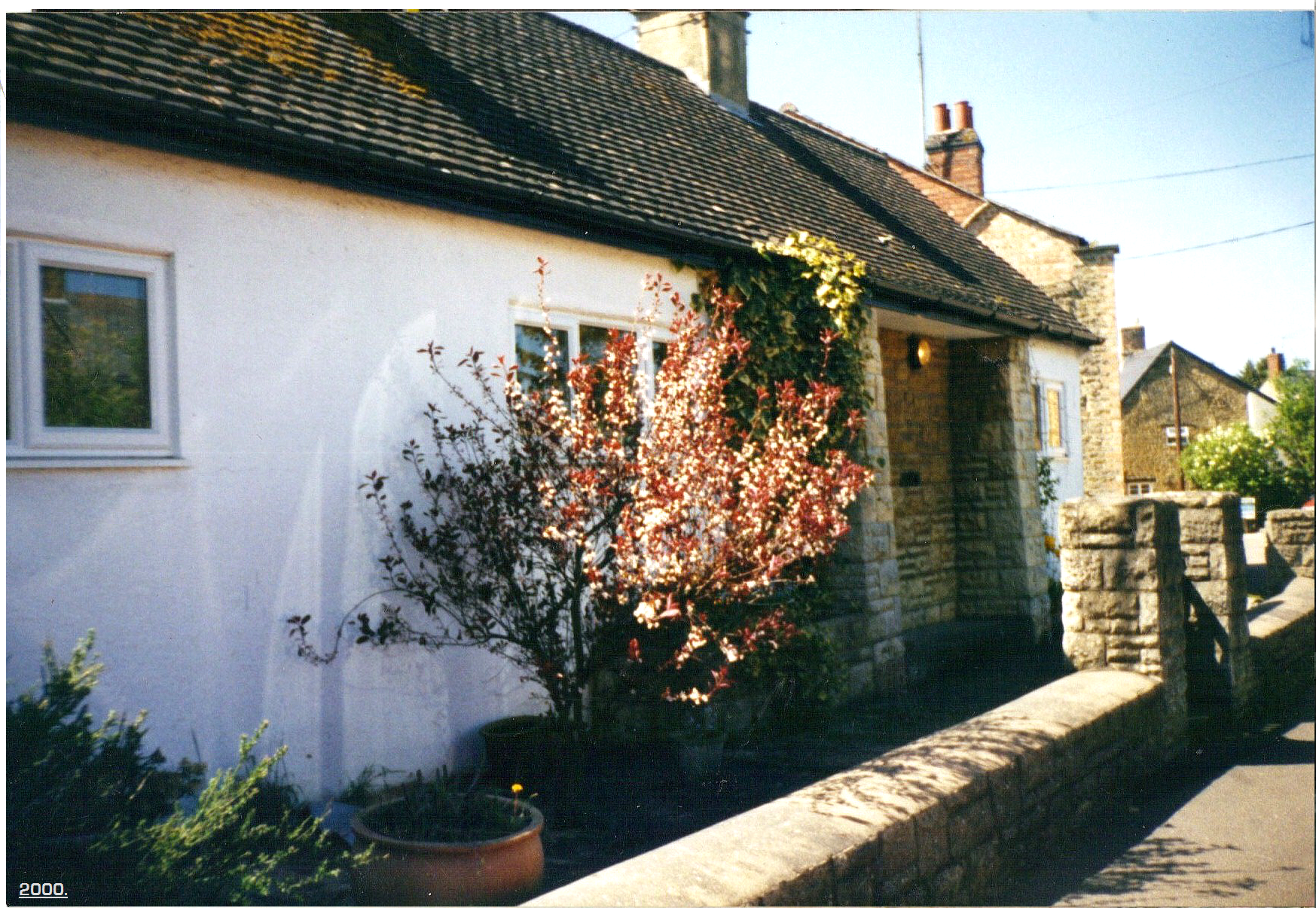
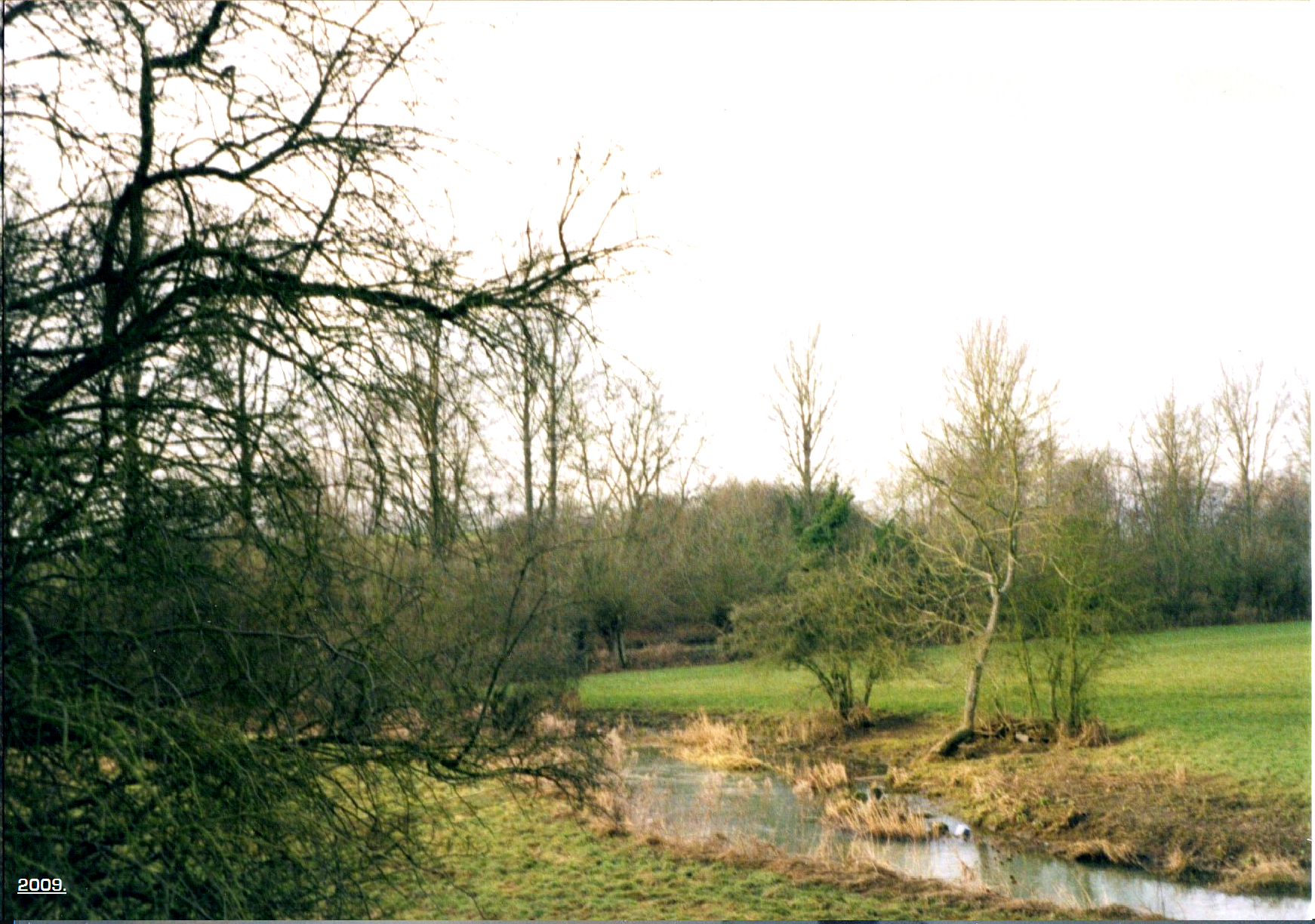
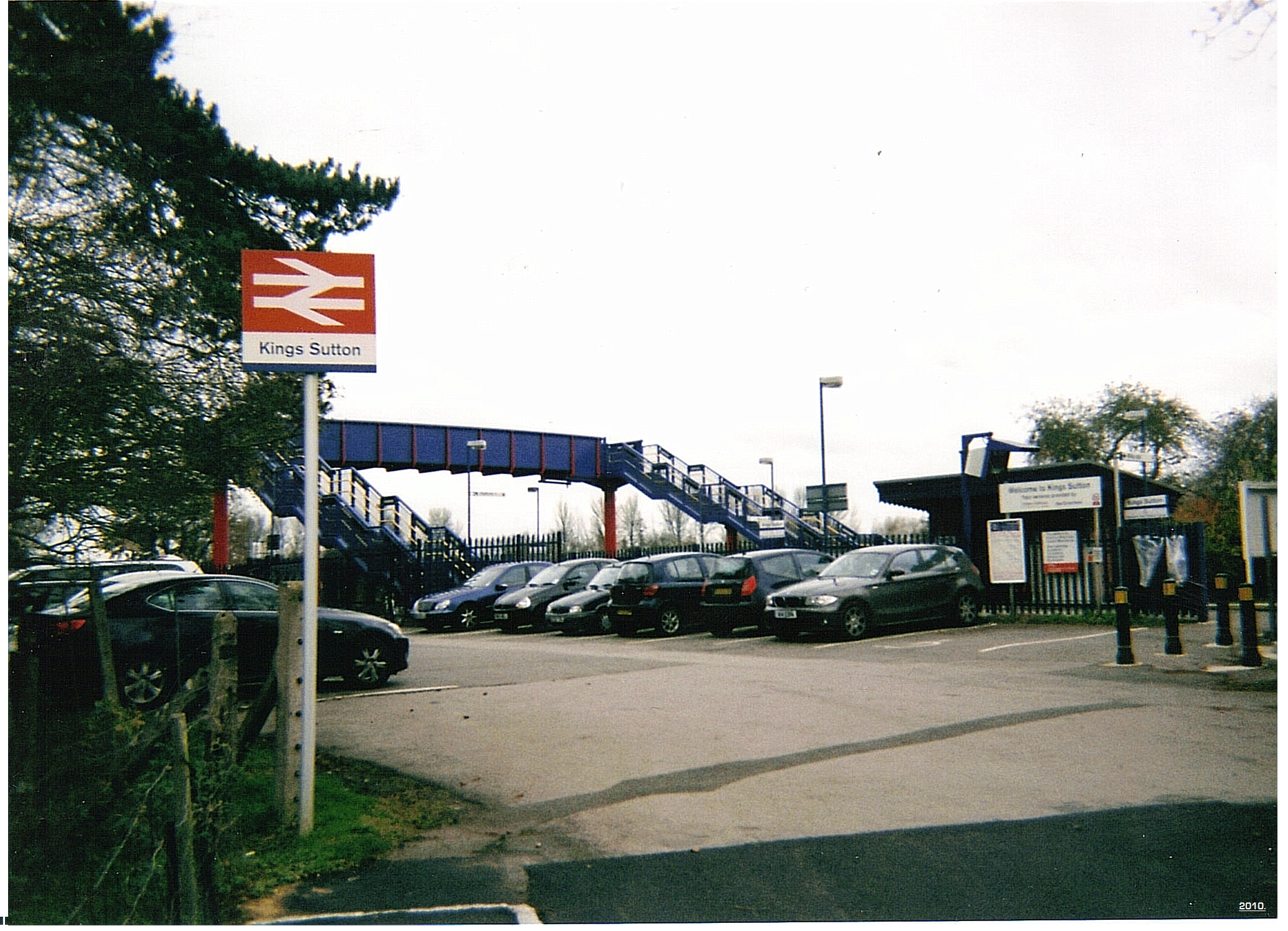